# Grumman X-29
O Grumman X-29 foi um avião experimental com asas com enflechamento negativo da Grumman que teve o seu primeiro voo em 1984. Foi considerado um dos aviões mais instáveis já construídos.

## Historia
Os X-29 foram feitos a partir da fuselagem de dois F-5 Tiger, foi utilizado em testes pela DARPA para explorar novas tecnologias, as principais tecnologias aplicadas foram a asa com enflechamento negativo. Com a instabilidade proporcionada pela asa invertida, foi necessario um sistema de fly-by-wire informatizado, além de ser necessário ligas leves e rígidas de fibra de carbono para serem usadas nas asas.
Foram feitos apenas dois protótipos que tiveram o seu primeiro voo em 1984 e atualmente estão aposentados em museus.
Os efeitos causados pela asa invertida foram:
- Grandes habilidades de manobras a altas velocidades.
- Instabilidade à pequenas velocidades e dificuldade para decolar.
- Grande capacidade para desviar de mísseis.

## Galeria

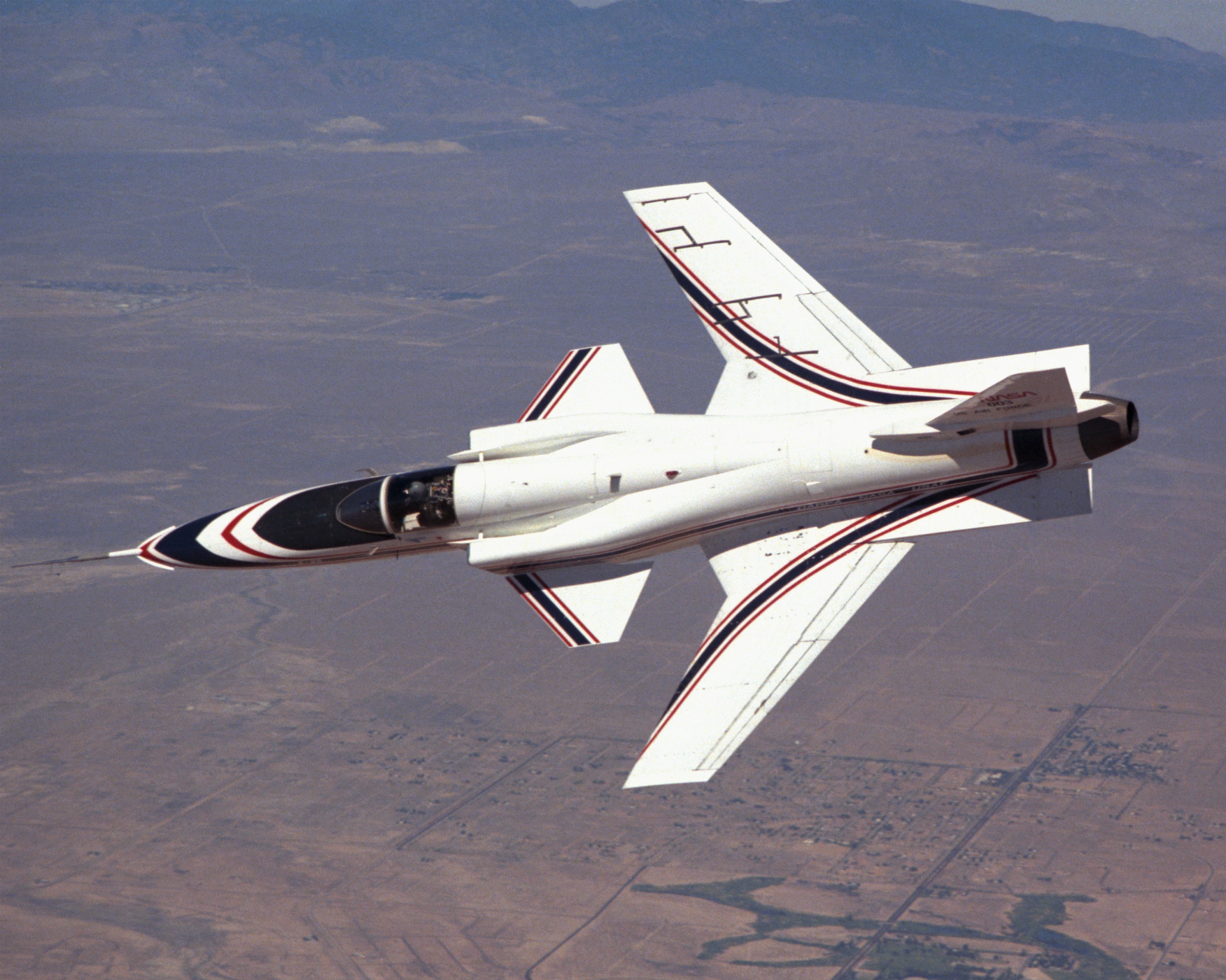
Grumman X-29, 24 de julho de 1987.
- X-29 realizando manobras em voo
Desenho do projeto do Grumman X-29.